# Százalékpont
A százalékpont aritmetikai egység, az egységnyi változás 1/100-ad része, a bázispont százszorosa. A százalékpont leggyakoribb célja a százalékban kifejezett adatok különbségének megadása.
Általában a pénzügyi eszközök értékének, kamatának változását szokás százalékpontban kifejezni. Másik felhasználási területe két pénzügyi termék értéke, kamata közötti különbség megnevezése.
Százalékban kifejezett adat változását azért nem célszerű százalékban kifejezni, mivel ekkor kétféleképpen is értelmezhető az eredmény. Amikor például egy 5%-os kamat 2%-os növekedéséről beszélünk, nem egyértelmű, hogy 5,1%-ra vagy 7%-ra gondoltunk.
Ugyanakkor, ha azt állítjuk, hogy az 5%-os kamat 2 százalékponttal emelkedett, egyértelmű, hogy 7% lett az új érték.